# Pierre Vincent Bets
Pierre Vincent Bets (Tienen, 22 januari 1822 – Zoutleeuw, 1 september 1897) was een schrijver van geschiedkundige werken over Tienen en omgeving.

## Levensloop
Bets ontving zijn priesterwijding in 1846 en werd in dit jaar tot onderpastoor benoemd in Rebecq-Rognon, in de uiterste westhoek van de provincie Waals-Brabant. Op 30 juni 1850 werd Bets onderpastoor in de Sint-Jakobskerk te Leuven. In maart 1864 verhuisde hij naar Neerlinter en in 1878 werd hij deken van het district Zoutleeuw en pastoor van de Sint-Leonarduskerk. Hij zal bekend blijven als de schrijver van geschiedkundige werken over Tienen en omgeving.

## Publicaties
Aanvankelijk schreef Bets in het Frans. In 1859 verscheen zijn werk "Campagne des Français et des Hollandais dans les provinces belges en 1635 et N.D. Consolatrice de Tirlemont". In 1860-1861 volgde zijn groot werk "Histoire de la ville et des institutions de Tirlemont" in twee delen. Bets schreef ook artikels over Tienen in het tijdschrift "Analectes pour servir à l'histoire ecclésiastique de la Belgique" (jaargang 1869). Intussen publiceerde Bets ook in het Nederlands: "Geschiedenis der gemeente Neerlinter" (1868), "Geschiedenis der gemeenten Oplinter, Bunsbeek en Hauthem, alsook der abdij van Oplinter" (1870), "Geschiedenis der gemeenten Wommersom en Esemael" (1873), "Geschiedenis der gemeente en miraculeuze kerk van Hakendover" (1873), "De Pacificatie of Bevrediging van Gent" (1876), "Zout-Leeuw. Beschrijving, geschiedenis, instellingen" (1887-1888) in twee delen.

## Deken Betsprijs
Als waardering voor zijn werk stelden het stadsbestuur en de vzw De Vrienden van Zoutleeuw de Deken Betsprijs in. Pas in 2002 kon de prijs voor de eerste maal worden uitgereikt.
In Zoutleeuw werd de oude straat naar Sint-Truiden in 1901 omgedoopt tot de Vincent Betsstraat. In 1886 was de halve straat, namelijk de panden B 124-125, eigendom van pastoordeken P.V. Bets, die ook het huis nummer 147 op het Schipplein in Tienen bezat.